# Galgenfrist
Galgenfrist (in italiano "ultima tregua") è il terzo full-length album della one man band danese Nortt, pubblicato nel 2007 dall'etichetta discografica italiana Avantgarde Music.

## Tracce
1. Galgenfrist – 3:41
2. Til Gravens Vi – 8:19
3. Af Døde – 7:11
4. Kaldet – 1:49
5. Over Mit Lig – 10:22
6. Havet Hinsides Havet – 10:53
7. Hjemsøgt – 4:56

## Formazione
- Nortt - voce e tutti gli strumenti